# Meloimorpha japonica
Meloimorpha japonica is een rechtvleugelig insect uit de familie krekels (Gryllidae). De wetenschappelijke naam van deze soort is voor het eerst geldig gepubliceerd in 1842 door Haan.
In 2020 heeft dit insect een rol gekregen in het spel Animal Crossing: New Horizons.